# Garnizon Jarosław

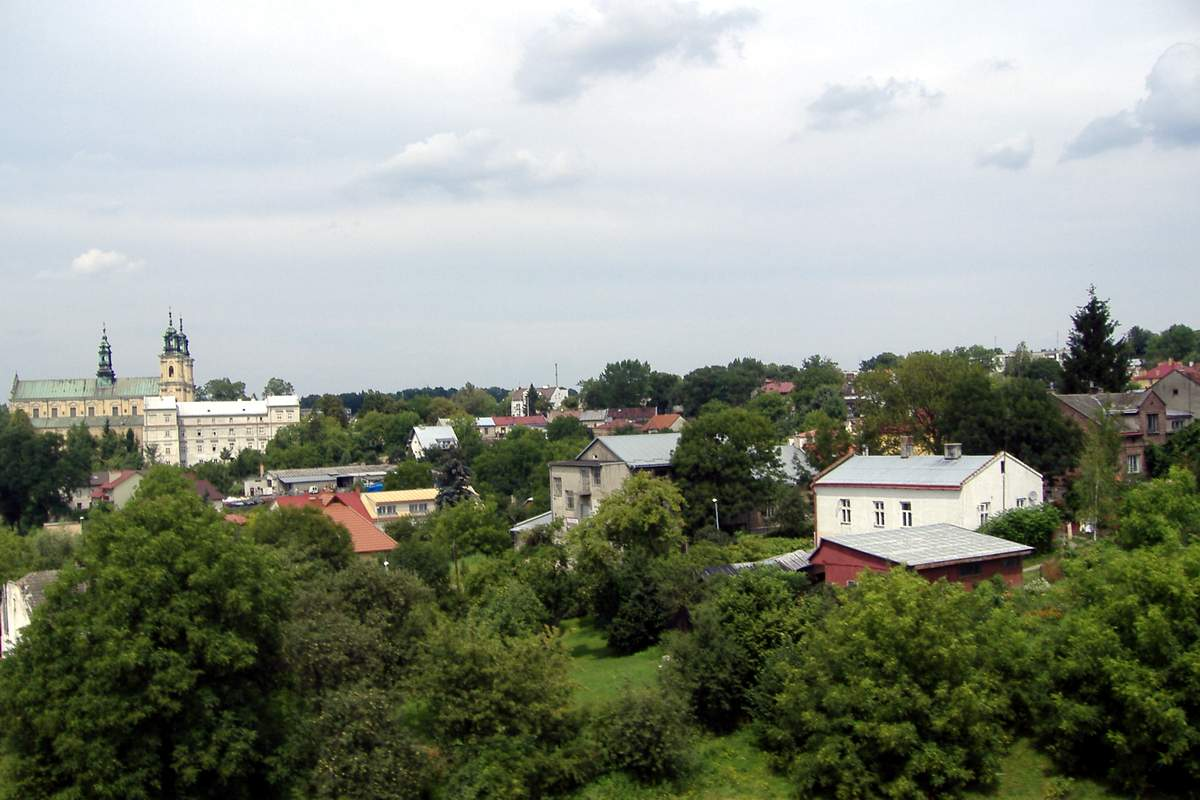
Panorama Jarosławia

Garnizon Jarosław – garnizon w Jarosławiu zajmowany kolejno przez jednostki wojskowe Cesarskiej i Królewskiej Armii, Wojska Polskiego.
Prestiż miasta podnosił fakt, że było ono średniej wielkości garnizonem wojskowym. Stacjonowały w nim na przestrzeni lat różne jednostki wojskowe.
Rozporządzeniem Ministra Obrony Narodowej z 10 sierpnia 2022 w sprawie utworzenia, przekształcenia i zniesienia garnizonów oraz określenia zadań, siedzib i terytorialnego zasięgu właściwości ich dowódców, określono  terytorialny zasięg Garnizonu Jarosław. Obejmuje on (2022) miasto Jarosław oraz powiaty: jarosławski, lubaczowski, przeworski.

## Garnizon cesarsko-królewski

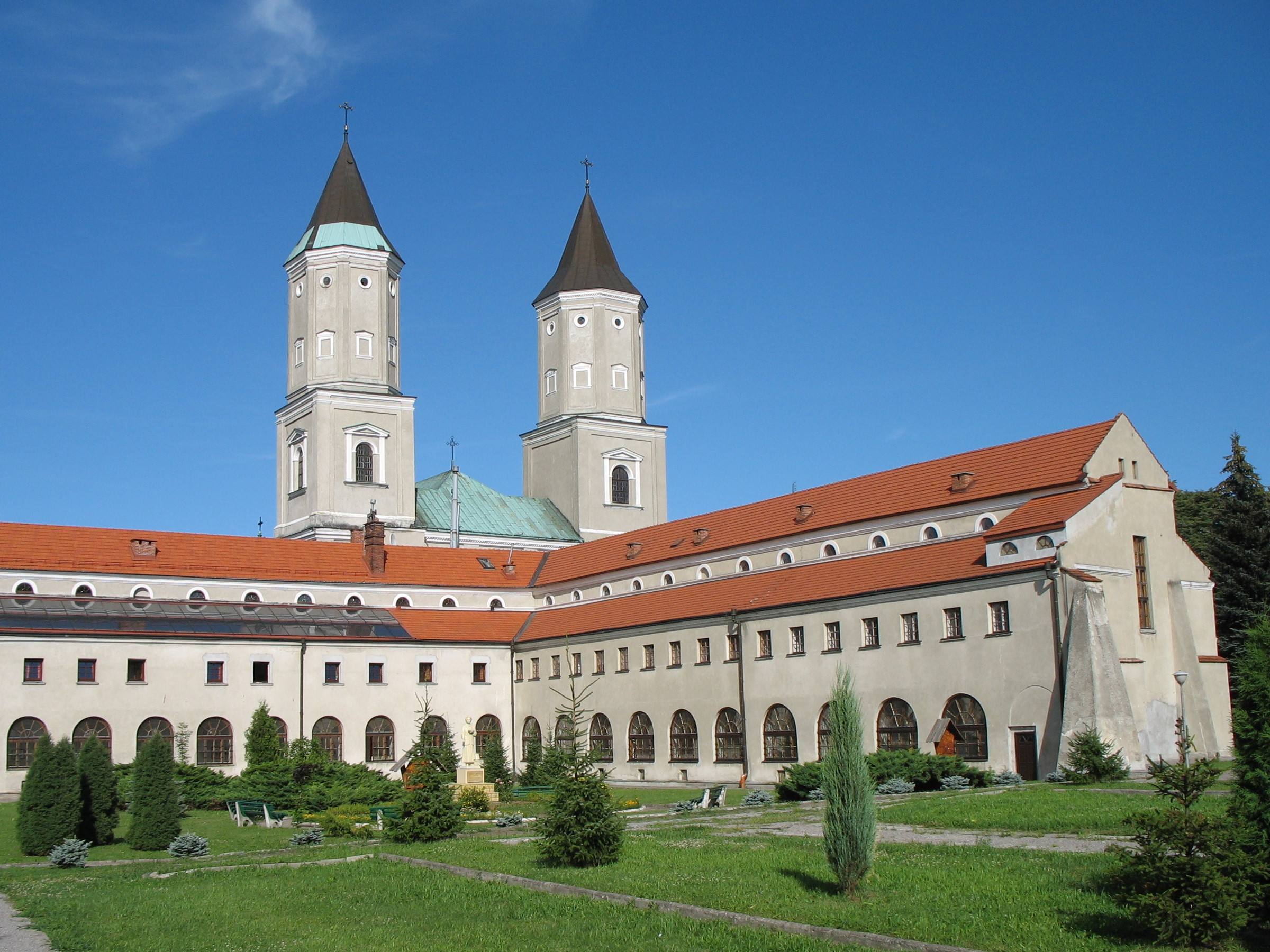
Opactwo benedyktynek – C-k koszary Św. Anny

Wydarzenia polityczne okresu tzw. zbrojnego pokoju po 1871 roku i rosnąca możliwość austriacko-rosyjskiego konfliktu zbrojnego spowodowały, iż Jarosław położony stosunkowo niedaleko granicy zaczął zmieniać się w coraz większy ośrodek wojskowy. Od 1871 roku w budynku poklasztornym opactwa benedyktynek i dawnym szpitalu wojskowym zakwaterowano 10 Pułk Piechoty, trzy szwadrony jazdy i dwie baterie armat. Oficerów zakwaterowano w mieście.
Po kongresie berlińskim w 1878 roku władze austriackie rozpoczęły powiększanie garnizonów stacjonujących w Galicji. Jarosław zaliczono do mniejszych punktów obronnych. W 1881 roku przybyły do jarosławskiego garnizonu oddziały kawalerii, dla których wynajęto prywatne budynki na Blichu i Brzostkowie (tzw. koszary Goldfingera i Pfeffera). Wobec postępującej militaryzacji miasta w latach 1887–1897 zbudowano baraki wojskowe obok dworca kolejowego (tzw. Gergont) i przy klasztorze reformatów. Zakwaterowano tam 34, 89 i 90 Pułk Piechoty. Wybudowano również magazyny i ujeżdzalnię. W latach 1888–1889 fortyfikowano przedpole Jarosławia ziemnymi szańcami nad Sanem, na przedmieściu górnoleżajskim, na Olszanówce, na tzw. wądołąch i obok wsi Munina.
W 1880 i 1889 roku odbyły się pod Jarosławiem wielkie manewry wojskowe z udziałem cesarza Franciszka Józefa, który kwaterował w Pałacu Siemieńskich w Pawłosiowie i zwiedzał Jarosław. W 1893 roku z okazji urządzanych ponownie w okolicy manewrów wojskowych, cesarz Franciszek Józef oświadczył, że zamierza z Jarosławia uczynić miasto typowo garnizonowe z komendą korpusu, do czego jednak nigdy nie doszło.
Pod koniec XIX w. miasto stało się obwarowanym przyczółkiem mostowym Twierdzy Przemyśl. Załoga wojskowa garnizonu składała się z 3 pułków piechoty, pułku artylerii, pułku dragonów (kawalerii) i mniejszych oddziałów. Stacjonował tu również sztab 6 Dywizji Kawalerii i 5 Brygady Kawalerii.

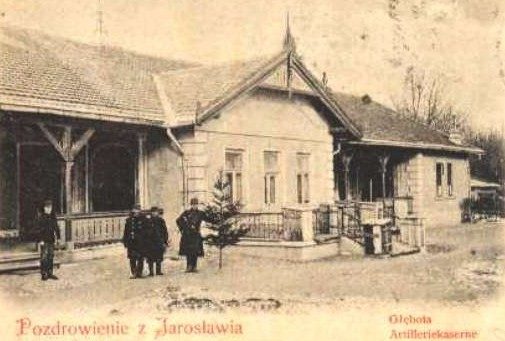
Koszary artylerii Głęboka

### C. i k. władze wojskowe
- C. i k. Komenda Dywizji Piechoty Nr 2
- C. i k. Komenda Dywizji Kawalerii Nr 6
- C. i k. Komenda Brygady Piechoty Nr 4
- C. i k. Komenda Brygady Kawalerii Nr 5
- C. i k. Wojskowa Komenda Stacji w Jarosławiu
- C. i k. Komenda Placu
- C. i k. Komenda Uzupełnień Pułku Piechoty Nr 90
- C. i k. Magazyn zaopatrzenia wojska
- C. i k. Filia oddziału wojskowego budownictwa
- C. i k. Komenda Stacji Obrony Krajowej
- C. i k. Komenda Brygady Obrony Krajowej
- C. i k. Komenda uzupełniająca Obrony Krajowej pułku Nr 34
- C. i k. Komenda powiatowa pospolitego ruszenia Nr 34
- C. i k. Komenda oddziałowa żandarmerii Nr 13
- C. i k. Komenda powiatowa żandarmerii.

### Jednostki cesarsko-królewskie
- 1 Pułk Ułanów
- 8 Pułk Dragonów
- 10 Pułk Piechoty
- 34 Pułk Piechoty k.k. Landwehry
- 89 Pułk Piechoty
- 90 Pułk Piechoty
- 29 Pułk Armat Polowych
- 10 Dywizjon Artylerii Konnej

## Garnizon Wojska Polskiego II RP
Zgodnie z obowiązującymi w okresie międzywojennym zasadami pod pojęciem garnizon rozumiano miejscowość, w której na stałe przebywają różne formacje zbrojne. Obszar garnizonu zamknięty był strefą, którą ustalał dowódca okręgu korpusu. W pierwszych latach po odzyskaniu niepodległości struktura organizacyjna władz garnizonowych była zróżnicowana i oparta głównie na wzorcach armii zaborczych. Organizacja władz garnizonowych zmieniała się kilkakrotnie, jednak zasadą było: najstarszy rangą dowódca pełnił funkcję dowódcy (później komendanta) garnizonu. Organem wykonawczym były – w zależności od wielkości garnizonu – Komendy Miast, Komendy Placu i Oficerowie Placu.

### Oddziały i pododdziały broni
- Dowództwo 24 Dywizji Piechoty

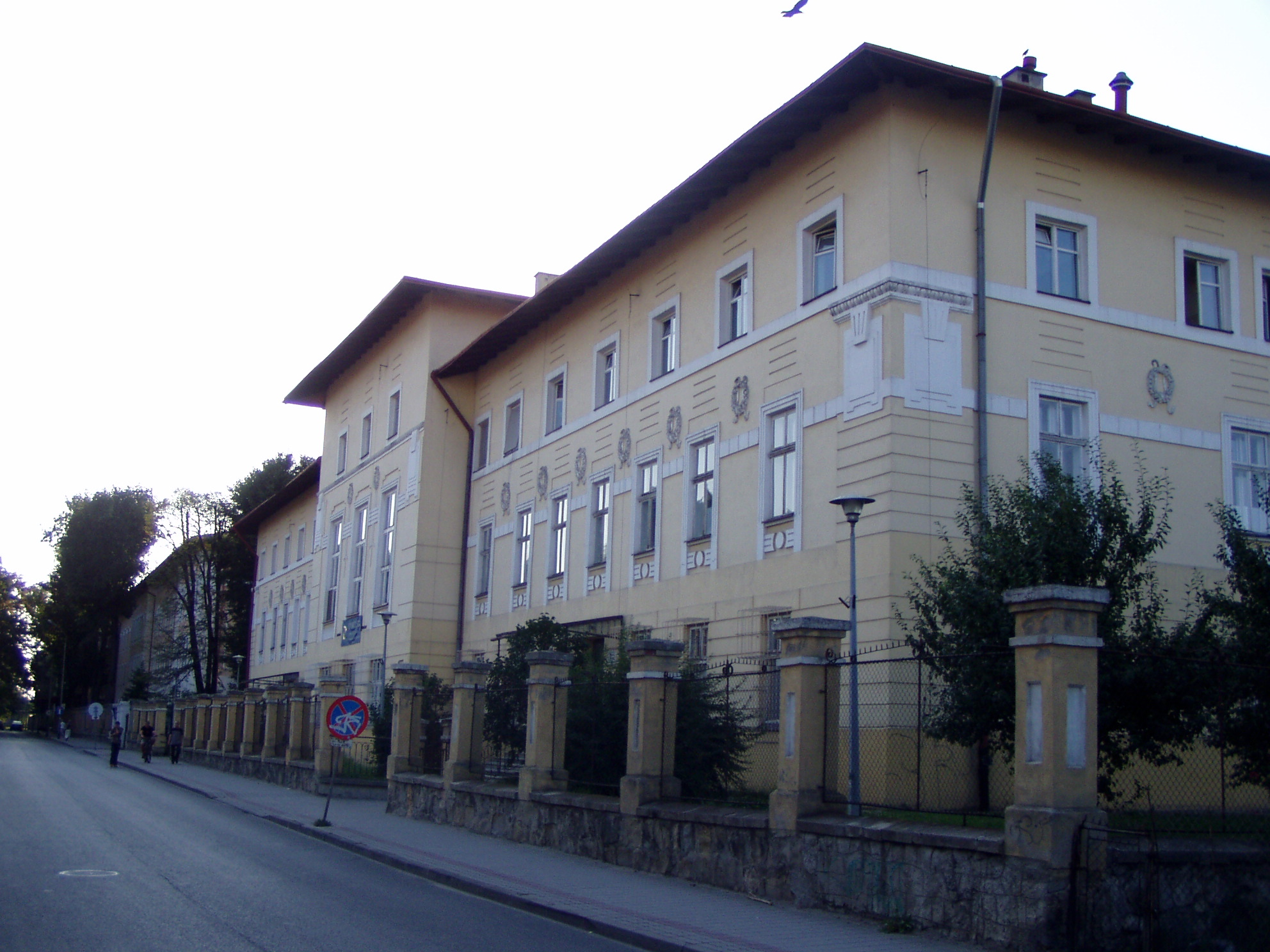
Koszary 39 ppSL – obecnie SP ZOZ Jarosław

- 39 pułk piechoty Strzelców Lwowskich (1 batalion w Lubaczowie)[2]
- 3 pułk piechoty Legionów[3]
- 2 pułk łączności
- 6 batalion telegraficzny
- kompania łączności 24 DP
- Szkoła Podchorążych Rezerwy Piechoty 24 DP
- 10 zapas młodych koni
- 10 dywizjon artylerii konnej (do października 1933)
- 24 pułk artylerii lekkiej im. Króla Jana III Sobieskiego

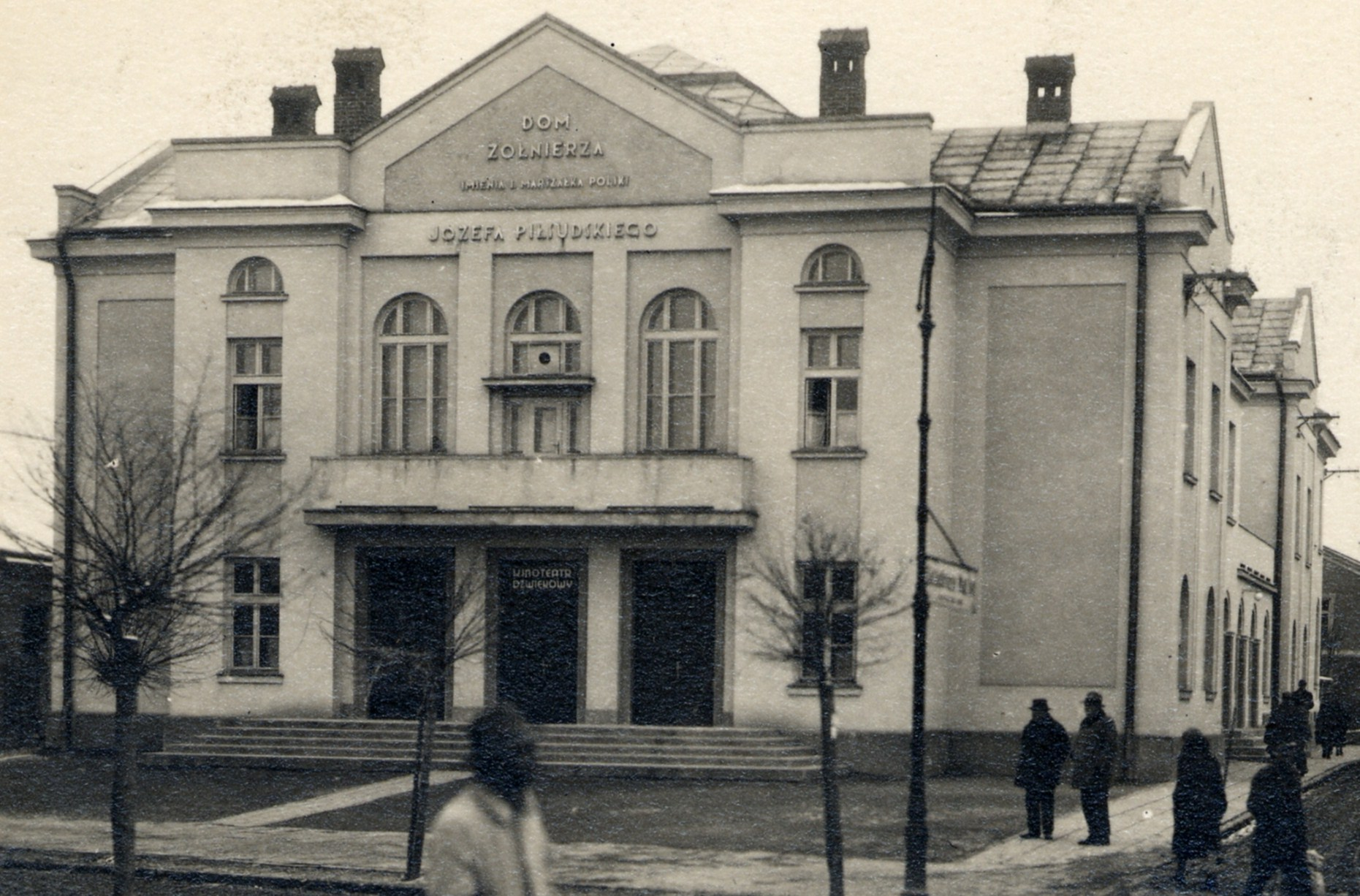
Dom Żołnierza w Jarosławiu.

- pluton żandarmerii Jarosław

### Jednostki garnizonowe
- Komenda Placu
- strzelnica garnizonowa "Szczytna"
- strzelnica garnizonowa "Widna"
- plac ćwiczeń "Makowisko"
- kasyno oficerskie
- Dom Żołnierza

### Służby
- Kierownictwo Rejonów Służb
- XXVI Powiatowa Komenda Uzupełnień (1919) → PKU 39 pp
- Powiatowa Komenda Uzupełnień 39 Pułku Piechoty (1919-1921) → PKU Jarosław
- Powiatowa Komenda Uzupełnień Jarosław (1921-1938) → KRU Jarosław
- Komenda Rejonu Uzupełnień Jarosław (1928-1939)
- Służba remontu koni

Komenda Uzupełnień Koni (do 1926), następnie Rejonowy Inspektorat Koni.
- Służba intendentury
  - Rejonowy Zakład Żywnościowy w Jarosławiu
  - Składnica Materiału Intendenckiego nr 24
  - Garnizonowa Administracja Koszar
- Służba duszpasterska
  - Dziekanat duszpasterstwa
    - Parafia wojskowa obrządku rzymskokatolickiego
    - Parafia wojskowa obrządku greckokatolickiego
- Wojskowy Sąd Rejonowy Jarosław (od 1926 roku)
- Garnizonowa Izba Chorych

### Obsada personalna komendy placu
Obsada personalna komendy placu w marcu 1939:
- komendant placu – mjr piech. Karnecki Jan Aleksander
- kierownik referatu mobilizacyjnego i OPL – kpt. adm. (piech.) Stokłosiński Stanisław Karol

## Garnizon Wojska Polskiego po 1945
- 26 pułk piechoty (od  11.06.1945 do września 1947).

- 40 pułk artylerii lekkiej (od 3 września 1945, przemianowany w 1956 roku na 40 pułk artylerii[6], a od 16 kwietnia 1959 40 Budziszyński pułk artylerii).

- 12 samodzielny dywizjon artylerii zmotoryzowanej. (Początkowo otrzymał numer 13 dappanc., przeformowany następnie[7]) na:

- 12 dywizjon artylerii pancernej 9 DP (do października 1946).

- JW 2299 – 25 dywizjon artylerii przeciwlotniczej (sformowany w 1951[8]).

- 74 pułk piechoty 30 DP[9]. (W październiku 1952 r. podporządkowany 9.DP, rozformowany[10] w grudniu 1952 roku).

- JW 2460 – 92 Pułk Piechoty 30 DP. (W październiku 1952 r. podporządkowany 9 DP, przemianowany[11] następnie na 26 Pułk Piechoty 9 DP. Jednostka ta rozformowana została w sierpniu 1957 roku[12]).

- JW 2638 – 34 Dywizjon Artylerii Przeciwpancernej 30 DP. (Rozformowany w 1952 roku[10]).

- JW 2714 – 168 Dywizyjny Warsztat Uzbrojenia 9 DP. (Sformowany w sierpniu 1957 roku[12]).

- 12 Bateria Dowodzenia (bez numeru JW) (Sformowana w 1962 roku[13]).

- JW 3177 – 9 Ruchome Warsztaty Naprawy Czołgów. (Sformowane w 1962 roku[13]).

- 38 Pułk Inżynieryjno-Budowlany (Wojskowy Zakład Remontowo-Budowlany).
- 4 Ośrodek Materiałowo Techniczny (4 OMT)
- 23 batalion rozpoznawczy (23 brozp.)/9 DZ
- JW 2516 – 5 Rejonowa Składnica Kwatermistrzowska.
- JW 3371 – 14 dywizjon artylerii przeciwpancernej (14 dappanc.)/14 BPanc.
- JW 3957 – 14 Dywizjon Artylerii Samobieżnej (14 das)/21 BSP
- 14 dywizjon artylerii rakietowej (14 dar)/14 BPanc.
- 14 dywizjon artylerii przeciwlotniczej (14 daplot.)/14 BPanc.
- 14 kompania saperów (14 ksap.)/14 BPanc.
- 16 pułk przeciwlotniczy (16 pplot.)
- PŻW
- Garnizonowy Węzeł Łączności do roku 2011
- Węzeł Łączności w Jarosławiu podporządkowany pod Region Wsparcia Teleinformatycznego W Krakowie – od końca 2011 r.
- Wojskowa Komenda Uzupełnień

## Dowódcy Garnizonu Jarosław
- por. Siegmund von Benigni (1914)
- Franz Gross (1914-1915)
- gen. mjr Johann Schubert (1915- 1 listopada 1918)
- ppłk Wiktor Jarosz-Kamionka (1918-1921)
- gen. bryg. Franciszek Daniel Paulik (1921-1924)
- gen. bryg. Jan Hempel (1924-1926)
- gen. bryg. Wacław Scewola-Wieczorkiewicz (1926-1935)
- gen. bryg. Michał Pakosz (1935-1938)
- płk dypl. Bolesław Maria Krzyżanowski (1938-1939)
- płk. piech. Bolesław Schwarzenberg-Czarny (1939)
- kpt. Jan Gołdasz (1939)
- kpt. Wincenty Rutkowski
- kpt. Ernest Wodecki
- kpt. Wojciech Szczepański (1943-1944)
- mjr Stanisław Janobis (1944-1949)
- mjr Wiktor Kozak (1949-1951)
- mjr Mieczysław Starkiewicz (1951-1953)
- mjr Tadeusz Kula (1953-1956)
- mjr Marian Sawłaszkow (1956-1965)
- ppłk Witold Stukan (1965-1974)
- mjr Aleksander Kapłoński (1974-1975)
- ppłk Stanisław Jędrzejec (1975-1982)
- mjr dypl. Stanisław Skupień (1982-1985)
- mjr dypl. Janusz Batiuk (1985-1987)
- mjr dypl. Henryk Kozyra (1987-1993)
- ppłk dypl. Jan Pacuła (1993-1996)
- mjr dypl. Wiesław Sanowski (1996-1998)
- kpt. dypl. Krzysztof Błażowski (1998-2001)
- ppłk dypl. Kazimierz Piotrowicz (2002-2006)
- ppłk dypl. Robert Matysek (2006-2012)
- ppłk inż. Ryszard Sugalski (2012-2015)
- ppłk inż. Dariusz Słota (2015-obecnie)

Kapelani Garnizonu Jarosław
- Jan Grębiński (1611-1634)
- Wawrzyniec Motyl (2 poł. XIX w.-1907)
- Stefan Fus (1907-1917)
- Mieczysław Lisiński (1917-1924)
- st. kpl. Walenty Pączek (1924-1937)
- st. kpl. Jan Leon Ziółkowski (1937-1939)
- mjr Walenty Pączek (1939-1944)
- płk. Józef Rożek (1944-1946)
- mjr Walenty Pączek (1946-1952)
- Bronisław Fila (1952-1966)
- Antoni Ślusarczyk (1966-1992)
- ks. prałat ppłk Andrzej Surowiec  (1993-2013)
- ks. mjr dr Tomasz Skupień (2013-obecnie)